# Deuterokanonikus könyvek
A deuterokanonikus, azaz másodkanonizált (gyakori protestáns szóhasználattal apokrif) könyvek azok a nagyrészt görög nyelvű ószövetségi iratok, amelyeket a Jeruzsálem pusztulását követően összegyűlt jamniai zsidó rabbinikus iskola nem kezelt Szentírásként, így a zsidó hitéletből kikerültek. A zsidó szórványban, pl. Egyiptomban, Kis-Ázsiában, Szíriában stb. azonban használatban voltak a kereszténység elterjedéséig lényegében folyamatosan.  

## Eredetük
Az elnevezés Sienai Sixtustól (lat. Sixtus Senensis, 1520–1569) származik. Érdekes azért, hogy a Hanukka zsidó ünnepének az alapja a Makkabeusok deuterokanonikus könyveiben elbeszélt gyertyacsoda. 
A keresztényekre is hatott a zsidó döntés, így a 4. század folyamán Szent Jeromos, a latin Vulgata fordítója irodalmi harcba kezdett azért, hogy ezek a könyvek kikerüljenek az Ószövetségből. Másodkanonizációnak nevezhető az a döntés, amivel Jeromos megbízója, Damasus pápa, és az általa Kr. u. 382-ben tartott helyi, római zsinat a latin Vulgata szempontjából lezárja a vitát: a zsinat által kiadott kánoni lista bekerült a későbbi Decretum Gelasianumba, és általában meghatározza a latin egyház szemléletét.
Eszerint Szent Jeromosnak igaza van ugyan abban, hogy ami héberül megvan, azt héberből kell fordítani, de azok a latin nyelvű egyházak, amelyek korábbi fordítások alapján használtak eredetileg csak görög nyelvű iratokat, továbbra is használhatják, viszont nem kell elkezdeni azon görög iratok használatát, amelyek addig a latin világban nem terjedtek el. Így történt, hogy pl. A bölcsesség könyve bekerült a Vulgatába, és onnan a modern magyar katolikus Szentírásfordításokba is, de a Salamon zsoltárai nem került be (a teljes listát lásd lentebb). A Tridenti zsinat megerősítette a Decretum Gelasianumban fölsorolt könyvek kanonikusságát.
Luther és általában a reformátorok Szent Jeromos véleményéhez nyúltak vissza. Eszerint, az ószövetségi iratok sugalmazottsági megítélésénél az ószövetségi hagyományt megőrző zsidó közösség döntését kell átvenni. Így a protestánsok a deuterokanonikus könyveket rövid ingadozás után kivették a Bibliakiadásaikból. Az eredeti Vizsolyi Biblia még tartalmazza a másodkanonizált iratokat is, de későbbi Károli Bibliák már nem. 
A protestánsok gyakran nevezik ezeket az iratokat is apokrif iratoknak, de újabban az ökumenikus párbeszéd részeként visszatértek a "deuterokanonikus" megnevezéshez. A protestáns Új Fordítás Archiválva 2018. október 21-i dátummal a Wayback Machine-ben megjelenésével párhuzamosan modern protestáns fordítók is lefordították a deuterokanonikus könyveket, és a könyvkiadás ezt a címet viseli: Deuterokanonikus bibliai könyvek Tény, hogy a protestánsok körében ez csak szóhasználat: ettől még a deuterokanonikus könyvek istentiszteleti fölolvasása nem kezdődött el.
Az ortodox egyházak számára a Septuaginta jelenti az Ószövetséget, tehát liturgikusan használják nem csak a Katolikus Egyház által deuterokanonikusnak nevezett könyveket, hanem pl. a Salamon Zsoltárait is. 

## Elnevezések
| SZÍNKÓD | JELENTÉS                     |
| ------- | ---------------------------- |
|         | Ennek a szócikknek a tárgya. |

| Felekezet               | 1. általánosan elfogadott, nem vitatott könyvek | 2. vitatott, végül a zsidók és a protestánsok által elutasított könyvek, amelyeket a katolikusok elfogadnak | 3. csak nagyon szűk csoport által elfogadott könyvek, a nagy egyházak ezeket elutasítják |
| ----------------------- | ----------------------------------------------- | --- | ---------------------------------------------------------------------------------------- |
| katolikus szóhasználat  | PROTOKANONIKUS                                  | DEUTEROKANONIKUS                                                                                            | APOKRIF                                                                                  |
| protestáns szóhasználat | KANONIKUS                                       | APOKRIF | PSZEUDOEPIGRÁF                                                                           |

## Keletkezésük
Görög zsidók csatolták őket az Ószövetség görög fordításához, a Septuagintához. A kereszténység viszont igen nagy részben a görög nyelvű zsidóság körében terjedt szerte a Római Birodalomban, ezért a Biblia részeként használták ezeket a szövegeket is. Az újszövetségi könyvek keletkezésének idején a Septuaginta volt az elterjedt ószövetségi fordítás. Éppen ezért egyes helyeken az újszövetségi részek hivatkoznak is rájuk (például Zsidókhoz írt levél 11. fejezet 35. vers hivatkozik a Makkabeusok második könyvének 7. fejezetére). A latin biblia-fordítások szintén átvették ezeket a szövegeket.

## Kanonizálásuk
Később az elutasító zsidó döntésre válaszképp vita bontakozott ki a kereszténységben is e könyvek szent irat voltáról. A Biblia latin fordítója, Szent Jeromos például úgy foglalt állást, hogy nem tekinthetők szent iratnak. Ennek ellenére elég sok korai tanúság van ezen könyvek kánoniságáról. A legkorábbi utalás a kánonra a 350 körüli Decretum Damasi, melynek egyes részei azonban nem eredetiek. A következő a 397-ben tartott III. Karthágói zsinat, mely tételesen felsorolja a Szentírás könyveit, köztük a deuterokanonikus iratokkal. Az ókori vita végeredménye az lett, hogy a deuterokanonikus könyveket a keresztények szent iratnak ismerték el. A reformáció idején a vita felújult: Luther Szent Jeromos álláspontjához tért vissza és a zsidó hagyományhoz hasonlóan elvetette a nevezett szövegeket. A római katolikus egyház viszont elfogadta és 1566-ban a tridenti zsinaton megerősítette a deuterokanonikus könyvek sugalmazottságát.

## A deuterokanonikus könyvek listája

### Katolikus deuterokanonikus könyvek
A római katolikus egyház a következő hét könyvet sorolja a deuterokanonikus könyvek csoportjába (ezeket a könyvek a protestáns Bibliának nem a részei, protestáns megnevezésük ingadozó módon "apokrif" vagy "deuterokanonikus"):
| N              | Magyar név — Rövidítés | Görög név       | Latin név         | Keletkezési idő  | Fejezetszám / Fejezethely | Elhelyezkedés  | Magyar elérhetőség | Jelleg              |
| -------------- | --- | --------------- | ----------------- | ---------------- | ------------------------- | -------------- | ------------------ | ------------------- |
| Önálló könyvek | |                 |                   |                  |                           |                |                    |                     |
| [1.]           | Tóbiás könyve — Tób | Τοβίτ           | Tobit             | Kr. e. 200 körül | 14                        | Neh–□–Jud      |                    | vallásos romantikus |
| [2.]           | Judit könyve — Jud | Ιουδίθ          | Iudith            | Kr. e. 2. század | 16                        | Tób–□–Eszt     |                    | vallásos romantikus |
| [3.]           | Makkabeusok első könyve — 1Mak | A' Μακκαβαίων   | 1 Machabaeorum    | Kr. e. 100 körül | 16                        | Eszt–□–2Mak    |                    | történelmi          |
| [4.]           | Makkabeusok második könyve — 2Mak | B' Μακκαβαίων   | 2 Machabaeorum    | Kr. e. 2. század | 15                        | 1Mak–□–Jób     |                    | történelmi          |
| [5.]           | A bölcsesség könyve — Bölcs | Σοφία Σαλωμῶνος | Sapientia         | Kr. e. 2. század | 19                        | Én–□–Sir       |                    | tanítói             |
| [6.]           | Jézus, Sirák fia könyve — Sir | Σοφία Σειράχ    | Siracides         | Kr. e. 2. század | 51                        | Bölcs–□–Iz     |                    | tanítói             |
| [7.]           | Báruk könyve (= Báruk első könyve) — Bár | Βαρούχ          | Baruch            | Kr. e. 2. század | 5                         | Siralm–□–Ez    |                    | prófétikus          |
| Kiegészítések  | |                 |                   |                  |                           |                |                    |                     |
| [1.]           | Eszter könyvének kiegészítései | —               | —                 | Kr. e. 2. század | 10:4–16:24                | Eszt-ben belül |                    | legendás            |
| [2.]           | Jeremiás levele (Báruk könyvének 6. fejezete)                                                                                                 | ?               | Epistula Jeremiae | Kr. e. 5. század | 1                         | Bár-ben belül  |                    | prófétikus          |
| [3.]           | Dániel könyvének kiegészítései - Azáriás imája és a 3 ifjú éneke / Dán. 3:24–90 - Zsuzsanna és a vének / Dán 13. - Bél és a sárkány / Dán 14. | —               | —                 | Kr. e. 1. század | több részben              | Dán-ben belül  |                    | legendás            |

### Ortodox deuterokanonikus könyvek
Az ortodox egyházak az előbbieken túl a deuterokanonikusok közé sorolják (ezeket a könyveket sem a katolikus, sem a protestáns Bibliák nem tartalmazzák):
| N    | Magyar név                  | Magyar elérhetőség                            | Jelleg     |
| ---- | --------------------------- | --------------------------------------------- | ---------- |
| [1.] | Makkabeusok harmadik könyve | A Károlyi-biblia 1981-es hasonmás kiadásában. | történelmi |
| [2.] | Makkabeusok negyedik könyve |                                               | történelmi |
| [3.] | Manassé imája               |                                               | költői     |
| [4.] | Ódák könyve (Salamon ódái)  |                                               | költői     |
| [5.] | 151. zsoltár                |                                               | költői     |
| [6.] | Ezdrás harmadik könyve      | A Károlyi-biblia 1981-es hasonmás kiadásában. | történelmi |
| [7.] | Ezdrás negyedik könyve      | A Károlyi-biblia 1981-es hasonmás kiadásában, | prófétikus |

### Egyéb deuterokanonikus könyvek
Egyéb kisebb felekezetek (szírek, koptok, etiópok) is rendelkeznek saját, más gyülekezetek által nem használt bibliai könyvekkel:
- [1.] Énok első könyve
- [2.] Jubileumok könyve
- [3.] Etióp Makkabeusok első könyve
- [4.] Etióp Makkabeusok második könyve
- [5.] Etióp Makkabeusok harmadik könyve
- [6.] 152–155. zsoltár
- [7.] Báruk második könyve
- [8.] Báruk negyedik könyve
- [9.] Joszippon könyve

Ezeket a munkákat azonban általában apokrifoknak szokták tekinteni, és nem sorolják be a deuterokanonikus könyvek közé.

## Az egyes könyvek áttekintése

### Makkabeusok
A Makkabeusok négy könyve közül az első kettő a Szeptuaginta Ószövetségében a Malakiás könyve utáni két utolsó történelmi beszámoló. A Makkabeusok első könyve eredetileg héberül íródott kb. Kr. e. 100-ban és Mattatiás Kr. e. 167-es lázadásától kezdve Simon Kr. e. 135-ben való meggyilkolásáig tartó küzdelmet írja le, amit Makkabeus Júdás folytatott a Szeleukida IV. Antiokhosz Epiphanész ellen. A történet leírja Júdás két testvérének (Jonatán és Simon) főpapságát, és Júdás fő érdemének a Templom felújítását tekinti. Az első Makkabeus a kor legrészletesebb történelmi dokumentumának tekinthető és egy érdekes epizódon keresztül jól megvilágítja a köztársasági Róma hírnevét és a korabeli zsidóság hozzá való viszonyulását. A Makkabeusok második könyvét közvetlenül Jézus születése előtti évtizedekben, valószínűleg görögül írta a Cirénusbeli Jason, Júdás, a körülötte lévő Makkabeusok és általában a zsidóság Antiokhosz általi nyomorgatása történetének vallásos összefoglalásaként. A könyv egy a Palesztinában élő zsidók által a kelet-egyiptomi zsidóknak, a Templom Kr. e. 165-ben való felújításának emlékére írt levéllel kezdődik és beszámol a nyomorgatáshoz vezető szenvedésekről, amiket két mártír halála követett és végül egy hosszú rész Júdás dicsőséges munkásságával, látomásával és Antiokus borzasztó halálával fejeződik be. A Makkabeusok második könyve jól megvilágítja a korabeli zsidók teremtésről, feltámadásról, halottakért való imádkozásról, Isten haragjának a zsidó mártírok szenvedése általi enyhítéséről való hiteit. A Szeptuagintában ugyancsak megtalálható Makkabeusok harmadik és negyedik könyve nem lettek Szent Jeromos Vulgatájába átvéve, és általában a hamisítások közé sorolják. Az ortodox Biblia azonban tartalmazza őket.

### Salamon Bölcsessége
Ez a könyv a röviden „Bölcsesség” néven is ismert ősi zsidó írás. A könyv a bölcsesség keresésére való buzdítással nyit, melyet a világias hozzáállással kapcsolatos nyilatkozat követ. A 3. fejezet egy ékesszólás az igaz halhatatlanságáról és a bűnös büntetéséről. Ezt követi egy újabb buzdítás és egy, a bölcsességet dicsőítő részre való áttéréssel, valamint egy azért való imádsággal záródik. A könyv hátralevő része leírja, hogy mi módon viselte Isten a zsidóság gondját az idők kezdetétől fogva és van egy hosszú megjegyzés a bálványimádás és annak ostobaságának természetes eredetéről. A könyv stílusa és tartalma idézésekre nagyon alkalmassá teszi, például Pál apostol leveleiben gyakran hivatkoznak e könyv részeire. A Bölcsesség írója valószínűleg egy, a Kr. e. 2. században élt alexandriai zsidó volt, de néhányan úgy vélik, hogy a három résznek (1-6, 7-9, 10-19) különböző szerzői lehettek. A harmadik részt egyesek a Húsvéti Haggadához hasonlítják és az ún. bölcsesség irodalom mintaképének tartják. Ez a műfaj a kereszténység előtti zsidó filozófiai írásokat tartalmazza (Jób, Példabeszédek könyve, Prédikátorok könyve, Sirák könyve).

### Sirák Bölcsessége (Ecclesiasticus)
Az Ecclesiasticus szó magyarul „egyházi”-t jelent, azaz az egyház dolgaira utal, mivel az egyházakban tartott erkölcsi tanításoknál különösen használtatott, és az új megtértek kezeibe olvasmányúl adatott. A görögben ily fölirása vagyon: Jézus- Sirák fiának bölcsesége, vagy Panaretos, erénykincstár, mivel abban minden erény ajánltatik. Eredeti neve „Jézus, Sirák Fiának Bölcsessége” volt és előszava kijelenti, hogy eredetileg egy Jézus nevű zsidó ember héberül írta, aki Sirák fia volt és az ő unokája Simeon (Sirák fia Eleázár fia Jézus fia) fordította görögre. A fordítás idejét Kr. e. 132-re, az eredeti keletkezését pedig Kr. e. 190 körülire becsülik. Fő témája a bölcsesség tanítására és a bölcsesség tökéletesítésére való buzdítás és arra tanít, hogy a bölcsesség felmagasztalása az eleve elrendeltség elleni tiltakozásra vezet, hogy a Mózes által elrendelt törvények a megszemélyesített Bölcsességgel azonos, hogy a természet működése az Istent dicséri. Három részre lehet azt osztályozni. Az elsőben (1–43. r.) különféle erkölcsi és életbölcseségre vezető szabályok adatnak elé, olyformán, mint Salamon példabeszédeiben. A második részben (43–50,26.) az eléadott erkölcsi szabályok a szent történetekből vett magasztos erkölcsi példákkal világosíttatnak föl. A harmadik részben (50,27–31.) tudósítás adatik a szent könyv szerzőjéről, s az egész egy szívindító imádsággal fejeztetik be. Bár az eredeti héber változat kétharmad része ma is meg van, a forgalomban lévő másolatok és fordítások nagy szövegbeni eltéréseket mutatnak. Ez a könyv az ún. bölcsesség irodalom egyik jó példája, a Salamon Bölcsességével együtt.

### Báruk
Ősi zsidó könyv, melyet a Kr. e. 600 körül élő zsidó herceg, Bárukról neveztek el, aki Jeremiás közeli barátja volt (Jer36:4). Báruk könyvének fő tartalma egy, a fogságban lévő zsidóktól a még otthon maradottakhoz írt üzenet, egy a bűnök megvallására és isteni kegyelem kérésére buzdító imádsággal és egy énekkel együtt, mely az isteni bölcsességet dicsőíti a Bölcsességnek a Tóra (azaz az Isten törvénye) formájában való megtestesülésére való utalással. Ez utóbbit a korai egyház Jézus megtestesülésére vonatkozó célzásként, az elesett Jeruzsálemet siralmazók vigaszaként értelmezte. Végül a 6. fejezetben Jeremiásnak a bálványimádás ellen való figyelmeztetését olvashatjuk, melyet a fogságban lévőknek írt (Jeremiás levele). Bár található ennek a könyvnek szír, etiópiai, latin és más ősi nyelvű változatai, azok mind a görög fordításának tekinthető, mely a héber eredetiből származik. Kritikusok nagyon nem értenek egyet a Báruk származásának dátumait illetően és némelyek eredetiségét is megkérdőjelezik, azt különböző szerzők írásainak gyűjteményének tekintik. A Báruk 2. és 3. könyvét, vagyis a szír és görög apokalipsziseket már az ókorban hamisítványoknak ítélték.

### Tóbiás
Tóbiás könyve (a héber „Tobijah” – „Isten az én Jóságom” szóból) régi zsidó irat. Ez a könyv egy Tóbit nevű, a babilóniai fogságban élő istenfélő zsidó ember és fiáról, Tóbiásról szól. Tóbit sok jócselekedete ellenére rejtélyes módon hirtelen megvakul és kétségbeesetten könyörög Istenhez, hogy vegye el az életét. Ugyanebben az időben egy Sára nevű megszállott asszony, aki már hét férjével végzett nászéjszakájukon, Ekbatana városban élt és szintén halált kért Istentől. Isten mindkét imát meghallgatta és elküldte Rafael arkangyalt segítségül. A fiatal Tóbiást apja üzleti ügyeit végezve úton volt egy távoli városba, mikor Ráfáel, egy fiatalember képében, őt kutyájával együtt Sára házához vezette. Tóbiás ott elvette Sárát és Ráfáel utasításait követve kiűzte Sárából a gonoszt (Asmodeus = „Romboló”). Együtt hazatértek és Tóbiás meggyógyította apja vakságát. A könyv Tóbit Jeruzsálem újraépítéséről és a fogságból való visszatérésről szóló próféciájával végződik. A történet a jóindulat, a házasság és az imádság eszményére nevel és arról biztosít, hogy Isten a béketűrésben kitartó igazak iránti könyörület Istene aki megbünteti a gonoszt. Az ősi szövegek nagyon változatosak, így fordításaik sem egyeznek részleteikben. A könyv arámi és héber nyelvű töredékeit nemrégiben Qumran környékén megtalálták és ennek alapján Kr. e. 175 körülire teszik keletkezése korát. A fiatal Tóbiás és kutyája az angyallal a keresztény ikonok kedvenc témái.

### Judit

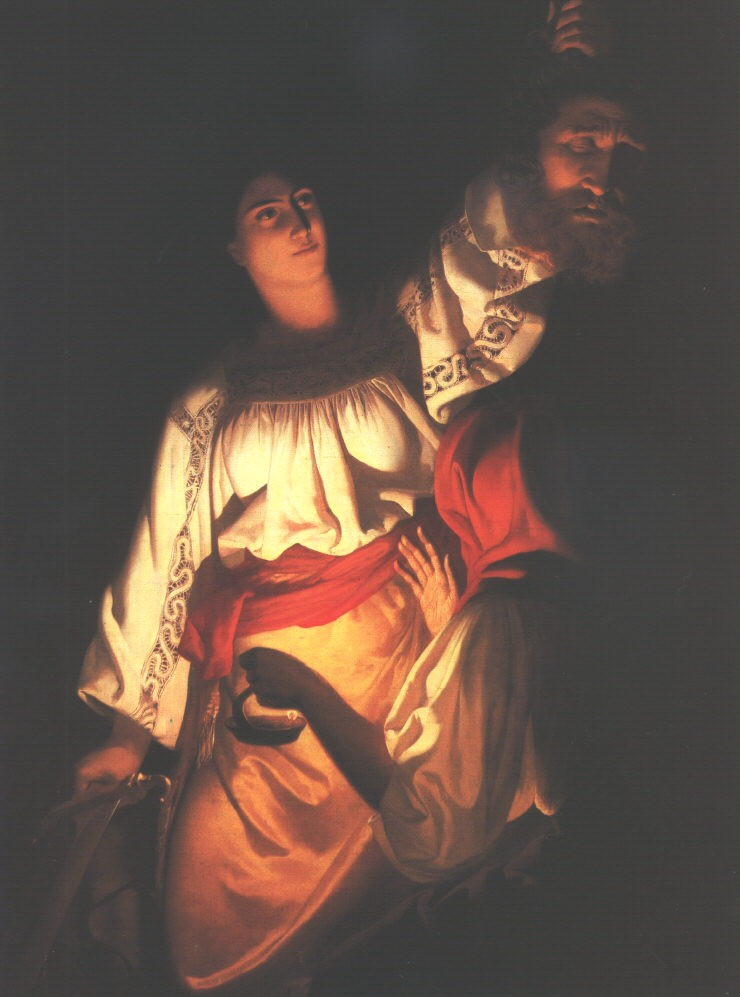
Haan Antal (1827–1888): Judit és Holofernész

Judit könyve (Judit magyarul „zsidó nő”) ősi zsidó írás. A könyv elbeszélése szerint Nabukodonozor hadvezére, Holofernész hadjáratot vezetett Izráel ellen, és amikor Bethulia az ostromlott város már majdnem megadta magát, akkor Judit, a gyönyörű és istenfélő zsidó özvegy fogta magát és az ellenség táborába ment. Ott ő a Holofernész kegyeibe férkőzött, aki megpróbálta elcsábítani őt. Judit lefejezte a részeg Holofernészt és fejével visszatért a városba, és ezután a zsidók megfutamították az ellenséget. A történet Juditot az istenfélő zsidók példaképeként festi le és azt mutatja be, hogy Isten megmenti népét, amikor elkötelezettségét az ellenség gúnyolja. Ez a történet számos ősi nyelven él, és egy népmesén alapulhat, amit valószínűleg a Hasmoneusok korában (kb. Kr. e. 160-37 között), Palesztinában jegyeztek le. Nabukodonozor Asszíria királyaként való megemlítése arra utal, hogy a könyv esetleg nem történelmi céllal íródott, bár találhatunk a leírt betöréshez történelmileg hasonlót, amit IV. Antiokhosz követett el a szöveg keletkezése előtti időben.

### Zsuzsanna és a vének
A Dániel könyve 13. részében szereplő hősnő története. A történet arról szól, hogy két köztiszteletben álló ember megkívánta és el akarta csábítani a gyönyörű és ártatlan Zsuzsánnát, de ő szemérmesen elutasította őket, ezért ők hamisan megvádolták őt azzal, hogy egy fiatalemberrel törvénytelen kapcsolata volt. Zsuzsánnát büntetése elől csak a fiatal Dániel közbelépése mentette meg, aki a két hamis tanút bizonyságtételeikben lévő ellentmondások kimutatásával csapdába ejtette. Zsuzsanna és a vének története a keresztény ikonok kedvenc témája volt.

### Baál és a Sárkány
A Baál és a Sárkány Dániel könyve 14. részének szokásos elnevezése. Ez a rész valószínűleg az első században íródott a zsidó kultúra és állam nem zsidók általi fenyegetettsége ellen. A könyv első részében a babilóniai Baál bálvány története van leírva, miszerint a Baált szolgáló papok titokban elfogyasztották a Baálnak áldozott ételt, s ezzel a királyt és népét félrevezették. Dániel kideríti a csalást és a király elpusztítja a bálványt és papjait. Ez történet nagyon hasonlít a Bírák könyve 6:25-32-ben leírthoz. A könyv második felében Dániel egy istenként tisztelt sárkányt megölt és emiatt az oroszlánoknak dobták. Csodálatos módon egy angyal az oroszlánok verméhez hozta Habakuk prófétát és általa táplálta Dánielt, aki így megmenekült és ezáltal a babilóniai király felismerte Dániel istenének hatalmát. Amellett, hogy ez a Dániel könyve 6. fejezetében leírt történet egy változatának tekinthető, mind a Baál-, mind pedig a sárkánytörténet stílusa nagyon vitatkozó és gúnyos.

### Három fiatalember éneke
Dániel könyvében Babilónia királya, Nabukodonozor három fiatalembert, Sidrákot, Misákot és Abednégót a tüzes kemencébe vettetett, de egy angyal megszabadította őket. A görög változat a három fiatalember énekét (himnuszát) is tartalmazza (Dániel 3. fejezetében).

### Ezsdrás második és harmadik könyve
Ez a két könyv csak az ortodox Bibliában szerepel, az összes bibliaváltozatban megtalálható Esdrás könyve és Nehémiás könyve (az ortodox Bibliában összevonva Ezsdrás első könyve) után.
Ezsdrás második könyve egy történetet ír le a perzsa Dáriusz királyról és zsidó testőreiről.
Ezsdrás harmadik könyvének egy része zsidó apokalipszis, másik része pedig keresztény toldalék. Sokan ezt a teológiai szempontból „leglényeglátóbb” zsidó apokalipszisnek tartják". Az eredeti nyelve valószínűleg héber vagy arámi volt, amiből görög fordítás útján a még ma is létező latin változat készült. A legtöbb kritikus a keletkezését 100-ra teszi, és válasznak tartják a Templom 70-ben történt elpusztítására.

### Manassé könyve
Csak az ortodox Bibliában szereplő könyv. Manassé (héberből – „elfelejtetni”) Ezékiás fia volt, és apja halála után ő lett Júda királya Kr. e. 687-642 között. Uralma alatt Júda az erkölcsi és lelki züllés mélypontjára süllyedt. A Manassé könyve vagy Manassé Imádsága című könyv a király rabságban mondott imáját tartalmazó vezeklési zsoltárnak tekinthető.

## Komplett fordítás
- A Szent István Társulat Bibliafordítása
- Káldi-Neovulgata Biblia
- Deuterokanonikus bibliai könyvek – A septuaginta alapján, Kálvin János Kiadó, 1998, 180 p, ISBN 963-300-713-5
- Deuterokanonikus bibliai könyvek. Magyarázó jegyzetekkel. Fordítás a Septuaginta alapján; szerk. Pecsuk Ottó; Magyar Bibliatársulat–Kálvin, Budapest, 2023